# 조동익
조동익(趙東益, 1960년 3월 6일 ~ )은 대한민국의 대중음악인이다. 조동진의 아우인 그는 2000년대까지 작곡, 세션 및 음악감독으로 주로 활동하였다.

## 생애 및 경력
조동익은 어려서 형 조동진의 기타치는 모습을 보면서 유년 시절을 보냈으며 그로 인해 많은 영향을 받았고, 고등학생 때 쓴 '어떤 날'이라는 곡이 조동진의 두 번째 음반에 수록되었다. 고등학교 졸업 이후 이화여자대학교 앞 카페 '뮤직 모노'에서 DJ를 하며 한영애와 전인권, 한상원을 만났다. 1984년에는 조동익은 이병우와 만나서 프로젝트 그룹 '어떤날'을 결성하고 최성원의 기획 아래 앨범 어떤날 I
을 발표하였다.  이들은 총 2장의 앨범을 만들었다. 그러나 두 사람은 라디오 프로그램에 나가 노래하는 것을 펑크낼 만큼 대중 앞에 나서기를 주저하는 성격이었고 이후 조동익은 주로 동아기획의 녹음실에서 스튜디오 세션과 편곡 일을 병행하였다. 그러면서 시인과 촌장, 조동진, 최성원 등의 음반에 베이스 세션 및 편곡, 작곡자로 참여하였다.
조동익은 1992년에 조동진과 그 동료인 조원익과 함께 하나음악을 설립하였다. 이후 그는 하나음악의 여러 음반들에서 작곡, 제작과 세션으로 참여하였다. 이 무렵 함춘호와 김영석, 박용준과 함께도 많은 세션 작업을 하였다. 1992년에 조동익은 오랜 음악적, 정신적 동료 장필순의 세 번째 앨범을 편곡하였으며 그러다가 1994년에 스스로의 첫 독집 음반 《동경》을 발표하였다. 1995년 장필순의 4집 《하루》를 내놓은 하나음악은 재정 압박으로 잠시 문을 닫았다. 그리고 2년 뒤 1997년에 조동익이 전곡을 편곡한 장필순의 5집 《나의 외로움이 널 부를 때》가 발표되었고 하나음악은 다시 문을 열었다. 조동익은 1998년에 그의 두 번째 독집 음반 《Movie》를 발표하였다. 이후 그는 정식 및 프로젝트 음반들에 지속적으로 관여하며 작업을 하였지만 2003년 그가 주로 컴퓨터 작업을 많이 한 《하나뮤직 Project 4 : Dream》을 끝으로 하나음악은 다시 휴지기에 들어갔다. 하나음악은 2011년에 서브 레이블 '푸른곰팡이'를 통하여 활동을 재개하였다.
조동익의 아버지는 영화감독 조긍하이며 여동생 조동희와 아들 조민구 역시 음악활동을 하고 있다. 현재 그는 연인 장필순과 함께 제주도에 거주하고 있다.

## 음반

### 어떤날
- 1986년 12월 10일, 어떤날 I
- 1989년 6월 20일, 어떤날 Ⅱ

### 정규 음반
- 1994년 5월 20일, 《동경》
- 1998년, 《Movie》

## 가족 관계
- 아버지 : 조긍하(1919년 8월 16일 ~ 1982년 1월 28일)
- 형 : 조동진(1947년 9월 3일 ~ 2017년 8월 28일)
- 누이동생 : 조동희(1973년 4월 25일 ~ )